# Jon Ossoff
Thomas Jonathan Ossoff, född 16 februari 1987, är en amerikansk politiker och grävande journalist. Han är ledamot av USA:s senat från Georgia sedan januari 2021.
Han kandiderade för Demokraterna i valet 2020 till posten som Georgias representant till Senaten. Hans republikanska motkandidat var sittande senatorn David Perdue. Ingen av kandidaterna nådde upp till 50% av rösterna i den första valomgången som hölls i samband med presidentvalet den 3 november 2020, så i enlighet med Georgias vallagar hölls en andra valomgång mellan de två den 5 januari 2021.
Ossoff är den första demokraten som väljs till en full mandatperiod i senaten från Georgia sedan Max Cleland år 1996. Han och Raphael Warnock är också de första demokratiska senatorerna från Georgia sedan Zell Miller år 2005.
När Ossoff, som var 33 år vid tidpunkten, svors in 2021 blev han den yngste ledamoten i senaten. Han är den förste senatorn tillhörande millenniegenerationen.
Ossoff följer partilinjen i politiken omkring, miljö- och klimat, abort, Obamacare mm. Han har i övrigt argumenterat emot federala specialstöd till storföretag som skickar lobbyister till Washington.
År 2017 gifte sig Ossoff med Alisha Kramer.